# Антигуо-Морелос (муниципалитет)
Антигуо-Морелос (исп. Antiguo Morelos) — муниципалитет в Мексике, штат Тамаулипас с административным центром в одноимённом городке. Численность населения, по данным переписи 2010 года, составила 9003 человека.

## Общие сведения
Название Antiguo Morelos дано в честь национального героя Мексики — Хосе Мария Морелоса.
Площадь муниципалитета равна 582 км², что составляет 0,73 % от общей площади штата, а наивысшая точка — 370 метров, расположена в поселении Эль-Ретиро.
Антигуо-Морелос граничит с другими муниципалитетами штата Тамаулипас:  на востоке с Эль-Манте, на западе с Нуэво-Морелосом, на северо-западе с Окампо, а также на юге граничит с другим штатом Мексики — Сан-Луис-Потоси.

## Учреждение и состав
Муниципалитет был образован в 1828 году, в его состав входят 105 населённых пунктов, самые крупные из которых:
| Код INEGI | Населённый пункт                                                                                   | Численность населения (2005 год) | Численность населения (2010 год) |
| --------- | -------------------------------------------------------------------------------------------------- | -------------------------------- | -------------------------------- |
| 004       | Всего                                                                                              | 8561                             | 9003                             |
| 0001      | Антигуо-Морелос (исп. Antiguo Morelos) 22°32′59″ с. ш. 99°05′05″ з. д.                             | 3042                             | 3104                             |
| 0029      | Фортинес (исп. Fortines y Emiliano Zapata (Fortines)) 22°33′43″ с. ш. 99°07′33″ з. д.              | 1372                             | 1621                             |
| 0044      | Мехико-Либре (исп. México Libre) 22°38′29″ с. ш. 99°09′35″ з. д.                                   | 650                              | 641                              |
| 0068      | Пракседис-Герреро (Эль-Пачон) (исп. Praxedis Guerrero (El Pachón)) 22°36′32″ с. ш. 99°03′13″ з. д. | 482                              | 523                              |
| 0121      | Эль-Саус (исп. El Sauz) 22°42′20″ с. ш. 99°10′14″ з. д.                                            | 293                              | 310                              |
| 0047      | Морелос (Ла-Лома) (исп. Morelos (La Loma)) 22°32′25″ с. ш. 99°04′35″ з. д.                         | 303                              | 283                              |

## Экономика
По статистическим данным 2000 года, работоспособное население занято по секторам экономики в следующих пропорциях: сельское хозяйство, скотоводство и рыбная ловля — 49,8 %, промышленность и строительство — 16,5 %, сфера обслуживания и туризма — 32,4 %, прочее — 1,3 %.

## Инфраструктура
По статистическим данным 2010 года, инфраструктура развита следующим образом:
- электрификация: 96,6 %;
- водоснабжение: 86,8 %;
- водоотведение: 56,8 %.